# Pinocchio, un cœur de bois
Pour les articles homonymes, voir Pinocchio (homonymie).
Pour plus de détails, voir Fiche technique et Distribution.
Pinocchio, un cœur de bois (Pinocchio) est une mini-série italo-britannique en deux épisodes, réalisée par Alberto Sironi, tournée en 2008 et diffusée en 2009 sur la Rai Uno.
Adaptée du roman à succès Les Aventures de Pinocchio de Carlo Collodi, elle a été tournée en Latium et en Toscane en langue anglaise.

## Synopsis
C'est dans un village de Toscane que l'histoire d'un écrivain se réalise par magie : en effet, le pantin de bois, réalisé par le vieux menuisier Geppetto, prend vie par l'intermédiaire de la fée. Afin de gagner un véritable cœur, Pinocchio devra agir pour le bien.
Dans la deuxième partie, Pinocchio se retrouve loin de son village natal et rencontre des brigands et d'autres inconnus. Pendant ce temps, Geppetto, qui est persuadé que son fils a fugué par la mer, construit un bateau pour partir à sa recherche. De retour au village, Pinocchio se retrouve seul et finit par suivre Crapule au pays des jouets...

## Fiche technique
- Titre : Pinocchio, un cœur de bois
- Titre original : Pinocchio
- Durée : 179 minutes (2 parties)

## Distribution
- Robbie Kay : Pinocchio
- Bob Hoskins (VF : Gabriel Le Doze) : Geppetto
- Luciana Littizzetto (VO : Teresa Gallagher) : le Grillon parlant
- Margherita Buy (VF : Florence Dumortier) : l'institutrice
- Violante Placido (VF : Valérie Nosrée) : la fée Turchina
- Joss Ackland : Maître Cerise
- Thomas Brodie-Sangster : Crapule
- Toni Bertorelli (VO : Jimmy Hibbert ; VF : Jean-François Vlérick) : le Renard
- Francesco Pannofino (VO : Rupert Degas ; VF : Michel Mella) : le Chat
- Maurizio Donadoni (en) (VO : Tim Bentinck) : Mangiafuoco
- Bianca D'Amato (VO : Alison Dowling ; VF : Nathalie Gazdik) : Elisa
- Alessandro Gassman (VO : Seán Barrett) : Carlo Collodi
- Steven Kynman : Arlequin

 Source et légende : version française (VF) sur RS Doublage